# San José Neria
San José Neria är en ort i Mexiko.   Den ligger i kommunen Chocamán och delstaten Veracruz, i den sydöstra delen av landet, 230 km öster om huvudstaden Mexico City. San José Neria ligger 1 210 meter över havet och antalet invånare är 1 698.
Terrängen runt San José Neria är huvudsakligen kuperad, men den allra närmaste omgivningen är platt. Runt San José Neria är det tätbefolkat, med 427 invånare per kvadratkilometer. Närmaste större samhälle är Córdoba, 14,4 km sydost om San José Neria. I omgivningarna runt San José Neria växer huvudsakligen savannskog.